# ایروان‌لی (گران‌بوی)
ایروان‌لی (به لاتین: İrəvanlı) یک منطقه مسکونی در جمهوری آذربایجان است که در شهرستان گران‌بوی واقع شده‌است. ایروان‌لی ۲۴۵ نفر جمعیت دارد.